# محمد اسماعیل درویش
محمد اسماعیل درویش (عربی: محمد إسماعیل درویش) که با نام ابوعمر حسن (عربی: ابو عمر حسن) هم شناخته می‌شود، سیاستمدار فلسطینی است که پس از کشته شدن اسامه مزینی در ۱۶ اکتبر ۲۰۲۳ در حمله اسرائیل، از اکتبر ۲۰۲۳ به عنوان رئیس مجلس شورای حماس، جانشین او شد.

## زندگی
محمد اسماعیل درویش در اردوگاه آوارگان فلسطینی در لبنان به دنیا آمد.
او به حماس پیوست و تقریباً ناشناخته است زیرا در رسانه‌ها ظاهر نمی‌شود. در طول سال‌ها، او با اقتصاد سازمان، از جمله انتقال پول از ایران به حماس و همچنین سرمایه‌گذاری در سراسر جهان، سروکار داشت و آن را ساخت.
او در حال حاضر، در قطر زندگی می‌کند.